# Mille Miglia 1928

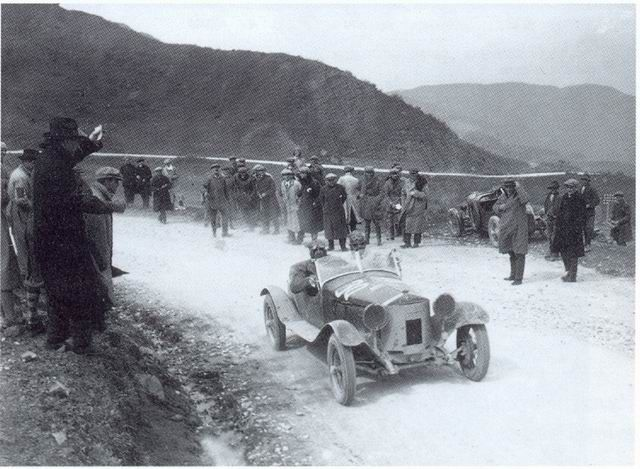
Die Rennsieger Giuseppe Campari und Giulio Ramponi im Alfa Romeo 6C 1500 Sport Spider Zagato am Raticosapass

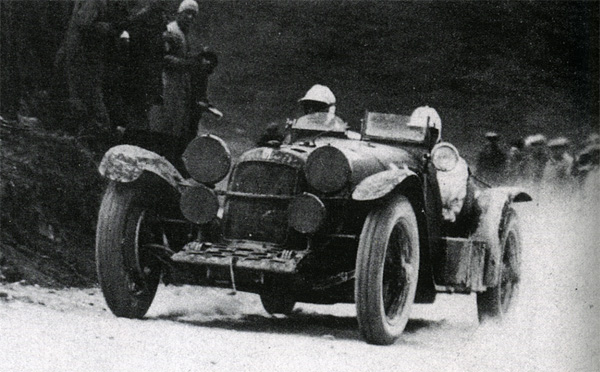
Aymo Maggi und Ernesto Maserati im Maserati 26B MM

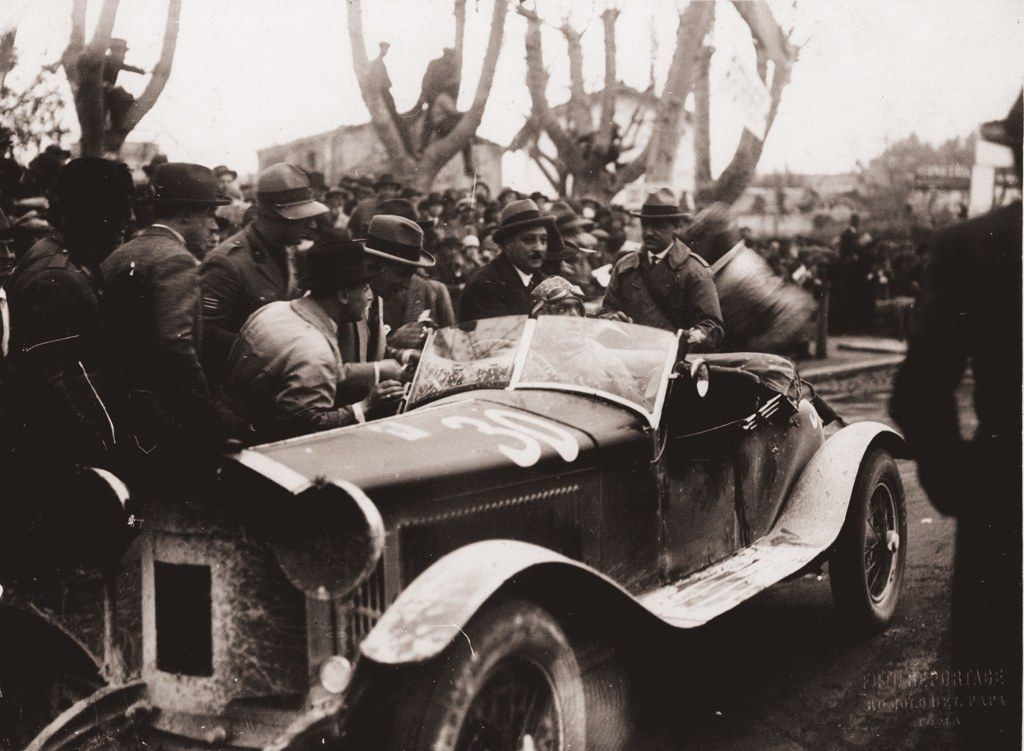
Die Rennsieger Campari und Ramponi nach der Zieldurchfahrt

Die zweite Mille Miglia, auch Mille Miglia, Brescia, fand am 1. April 1928 statt und führte über 1639,700 km von Brescia nach Rom und wieder zurück nach Brescia.

## Das Rennen

### Die Route
Brescia – Montichiari – Asola – Piadena – Casalmaggiore – Parma – Reggio nell’Emilia – Bologna – Raticosapass – Futapass – Florenz – Poggibonsi – Siena – Radicofani – Viterbo – Monterosi – Rom – Terni – Sommapass – Spoleto – Perugia – Gubbio – Castelraimondo – Tolentino – Loreto – Ancona – Pesaro – Rimini – Forlì – Bologna – Ferrara – Rovigo – Padua – Noale – Treviso – Feltre – Venedig – Verona – Brescia

### Teams, Fahrzeuge und Fahrer
Nach dem Erfolg der ersten Mille Miglia 1927 geriet das Rennen ins Blickfeld der italienischen Innenpolitik. Augusto Turati, Parlamentsabgeordneter der Partito Nazionale Fascista für die Region Brescia und ab 1926 deren Generalsekretär, berichtete Benito Mussolini umfassend über die Veranstaltung, der die Mille Miglia daraufhin zur nationalen Angelegenheit erklärte.
Um das Rennen über die Landesgrenzen hinaus bekannt zu machen, bemühten sich die Veranstalter intensiv um eine ausländische Beteiligung. Aus dem Vereinigten Königreich kamen nur Absagen. Das mediale Echo nach dem 24-Stunden-Rennen von Le Mans 1927 und dem dortigen White-House-Desaster hatte großes Interesse der namhaften britischen Hersteller und Rennteams für dieses 24-Stunden-Rennen geweckt. Die Mille Miglia war dort kein Thema. Aus Frankreich kamen jedoch drei Meldungen. Der in Mailand geborene Ettore Bugatti bekundete seine Verbundenheit mit seinem Geburtsland und meldete drei Bugatti Type 43 für Gastone Brilli-Peri, Tazio Nuvolari und Pietro Bordino. Der Verpflichtung des ehemaligen Fiat-Werksfahrers Bordino durch Bugatti schlug in der italienischen Presse hohe Wellen. Bordino war nach dem Tod von Antonio Ascari neben Felice Nazzaro der populärste italienische Rennfahrer.
Zwei Hersteller aus den Vereinigten Staaten kamen ebenfalls mit Fahrzeugen zum Rennen. Mit der neuen Marke LaSalle wollte General Motors die Vertriebslücke zwischen Cadillac und Buick füllen und die Wagen am europäischen Markt etablieren. Als Fahrer der zwei schweren 5-Liter-LaSalle Series 303 wurden der Vorjahressieger Ferdinando Minoia, der Vorjahreszweite Renato Balestrero und der Dritte Mario Danieli verpflichtet. Das zweite US-amerikanische Team war Chrysler mit vier Tipo 72.
Zu den Favoriten zählten die acht ins Rennen gehenden Alfa Romeo 6C, darunter vier Werkswagen mit Zagato-Karosserie. Der 6C 1500 Sport Spider Zagato von Giuseppe Campari und Giulio Ramponi erhielt von Vittorio Jano einen 1,5-Liter-Sechszylindermotor mit Kompressor.

### Der Rennverlauf
Die 1000 Meilen entsprachen exakt der Streckenführung des Vorjahres. Die Anfangsphase des Rennens dominierten die Bugatti mit Tazio Nuvolari an der Spitze. Als es über die Passstraßen des Apennin ging, bekamen die Type 43 jedoch ernsthafte Probleme. An den Wagen von Nuvolari und Bordino gab es Schwierigkeiten mit den Bremspedalen, die so schwer zu betätigen waren, dass beide Fahrer die Sohlen ihrer Schuhe derart abschürften, dass sie anhalten mussten, um das Schuhwerk zu wechseln. Alle drei Wagen litten unter Kupplungsproblemen und fielen zurück. In Rom führte überraschend der Lancia-Testfahrer Luigi Gismondi im Lancia Lambda. Gismondi hatte nach einem schlechten Start mit einer bravourösen Fahrt über die Berge die Fachwelt überrascht. Bei der Rückfahrt nach Brescia konnte Campari zwar die Führung übernehmen, Gismondi aber nicht abschütteln. Ein Motorschaden am Lancia knapp nach Padua beendete den Zweikampf. Campari und Ramponi gewannen die zweite Mille Miglia mit acht Minuten Vorsprung auf den OM Tipo 665 SMM von Archimede Rosa und Franco Mazzotti. Sie waren mit einer Fahrzeit von 19:14:05,800 Stunden um fast zwei Stunden schneller als Minoia bei seinem Sieg im Vorjahr.
Bester Bugatti war der Wagen von Gastone Brilli-Peri an der sechsten Stelle der Endwertung. Der Rückstand auf die Sieger betrug 30 Minuten. Pietro Bordino beendete das Rennen an der 16. Stelle der Gesamtwertung. Dennoch wurde er von den Zuschauern bei seiner Zielankunft wie ein Sieger gefeiert. Es war das letzte große Rennen des Turiners. Zwei Wochen später verunglückte er beim Training zu einem Straßenrennen in Alessandria tödlich.
Auch die Mille Biglia hatte 1928 das erste Todesopfer zu beklagen. Der aus Bologna stammende Mechaniker Elindo Ugolini war Beifahrer von Dante Fedeli und starb, als dessen OM Tipo 665 SMM bei einem Unfall in der Nähe von Treviso gegen einen Baum prallte.

## Ergebnisse

### Schlussklassement
| 1               | 1.5 | 30 | SA Alfa Romeo              | Giuseppe Campari Giulio Ramponi             | Alfa Romeo 6C 1500 Sport Spider Zagato | 19:14:05,800 |
| 2               | 2.0 | 61 | Officine Meccaniche        | Archimede Rosa Franco Mazzotti              | OM Tipo 665 SMM                        | 19:22:22,400 |
| 3               | 3.0 | 70 | Lancia                     | Ermenegildo Strazza Attilio Varallo         | Lancia Lambda Spider                   | 19:37:37,400 |
| 4               | 1.5 | 26 | SA Alfa Romeo              | Attilio Marinoni Giovanni Battista Guidotti | Alfa Romeo 6C 1500 Sport Spider Zagato | 19:38:13,800 |
| 5               | 1.5 | 33 |                            | A. Bornigia Angelo Guatta                   | Alfa Romeo 6C 1500 Sport Spider Zagato | 19:42:00,000 |
| 6               | 3.0 | 83 | Automobiles Bugatti        | Gastone Brilli-Peri Arturo Lumini           | Bugatti T43                            | 19:45:44,600 |
| 7               | 3.0 | 66 | Lancia                     | Luigi Scarfiotti F. Lasagna                 | Lancia Lambda                          | 19:52:02,800 |
| 8               | 1.5 | 25 | SA Alfa Romeo              | Bruno Presenti Carlo Canavesi               | Alfa Romeo 6C 1500 Sport Spider Zagato | 20:10:55,000 |
| 9               | 3.0 | 63 |                            | Ferruccio Radice C. Lissoni                 | Lancia Lambda                          | 20:13:17,000 |
| 10              | 2.0 | 44 | Officine Meccaniche        | Giuseppe Morandi Vincenzo Coffani           | OM Tipo 665 SMM                        | 20:26:40,600 |
| 11              | 3.0 | 64 |                            | Emilio Giacosa G. Storari                   | Lancia Lambda                          | 20:29:55,200 |
| 12              | 2.0 | 40 | Officine Meccaniche        | Girolamo Francesconi Angelo Bassi           | OM Tipo 665 SMM                        | 21:03:39,000 |
| 13              | 3.0 | 84 | Automobiles Bugatti        | Tazio Nuvolari Amedeo Bignami               | Bugatti T43                            | 21:13:42,000 |
| 14              | 1.5 | 27 | SA Alfa Romeo              | Guido Mancinelli G. Bruno                   | Alfa Romeo 6C 1500 Sport Spider Zagato | 21:14:20,400 |
| 15              | 5.0 | 94 | General Motors             | Ferdinando Minoia Renato Balestrero         | LaSalle Series 303                     | 21:17:25,600 |
| 16              | 3.0 | 85 | Automobiles Bugatti        | Pietro Bordino M. De Giovannini             | Bugatti T43                            | 21:20:30,000 |
| 17              | 1.5 | 35 |                            | Emilio Bonamico Coccia                      | Alfa Romeo 6C 1500 Sport               | 21:36:08,200 |
| 18              | 2.0 | 45 | Officine Meccaniche        | Cesare Schieppati Luigi Arcangeli           | OM Tipo 665 SMM                        | 21:47:56,000 |
| 19              | 3.0 | 72 |                            | W. Gutermann R. Munaron                     | Lancia Lambda                          | 21:56:49,200 |
| 20              | 1.5 | 31 |                            | F. Fussi Carlo Sozzi                        | Alfa Romeo 6C 1500 Sport Spider Zagato | 22:14:55,200 |
| 21              | 2.0 | 46 |                            | Roberto Serboli Antonio Masperi             | OM Tipo 665 SMM                        | 22:22:56,000 |
| 22              | 5.0 | 95 | Chrysler Motor Corporation | Gioacchino Leonardi G. Ciriaci              | Chrysler Tipo 72                       | 22:25:08,600 |
| 23              | 1.5 | 21 | Alfieri Maserati           | Carlo Tonini Luigi Parenti                  | Maserati 26 MM                         | 22:30:05,000 |
| 24              | 2.0 | 43 |                            | Antonio Tommasini Umberto Berti             | OM Tipo 665 SMM                        | 22:31:36,400 |
| 25              | 5.0 | 96 | Chrysler Motor Corporation | N. Lodolini G. Ruggeri                      | Chrysler Tipo 72                       | 23:13:54,600 |
| 26              | 5.0 | 93 | General Motors             | Mario Danieli Corrado Lotti                 | LaSalle Series 303                     | 23:22:11,200 |
| 27              | 3.0 | 88 |                            | Stanislao Terziani Giuseppe Forti           | Ansaldo 6B IV Serie                    | 23:41:28,600 |
| 28              | 1.1 | 4  |                            | Giuseppe Gilera N. Manenti                  | Fiat 509S                              | 23:59:05,200 |
| 29              | 1.5 | 32 |                            | Gaspare Segafredo F. Gidoni                 | Ceirano Tipo S 150                     | 24:03:42,800 |
| 30              | 1.1 | 18 |                            | L. Cagna Alfonso Zampieri                   | Fiat 509S                              | 25:02:12,400 |
| 31              | 2.0 | 42 | Officine Meccaniche        | Carlo Gazzabini G. Guerrini                 | OM Tipo 665 SMM                        | 25:07:32,200 |
| 32              | 3.0 | 67 | Lancia                     | Artiro Mercanti Antonio Lazzari             | Lancia Lambda                          | 25:16:24,600 |
| 33              | 1.1 | 16 |                            | Gino Crespi Ezio Barbieri                   | SAM Tipo C 25J                         | 26:06:16,000 |
| 34              | 3.0 | 81 |                            | A. Tarabini E. Baciocchi                    | Alfa Romeo RLSS                        | 26:07:28,400 |
| 35              | 1.1 | 2  |                            | Bartolo Ferrari Luigi Mazzotti              | Fiat 509S                              | 26:10:48,200 |
| 36              | 1.1 | 9  |                            | Giovanni Portioli G. Dall’Olio              | Amilcar CGS                            | 26:47:09,200 |
| 37              | 1.1 | 14 |                            | Dino Ravasio Enrico Piccoli                 | Fiat 509S                              | 27:56:38,200 |
| 38              | 2.0 | 58 |                            | Manfredo Drescher Bruno Visibelli           | OM Tipo 665 SMM                        | 28:34:30,800 |
| 39              | 1.5 | 36 |                            | Ugo de Giovanni Guido Boris                 | Alfa Romeo 6C 1500 Sport               | 29:01:58,600 |
| 40              | 1.1 | 3  |                            | Oreste De Martis G. Ambrogio                | Fiat 509S                              | 29:58:23,600 |
| Ausgefallen     |     |    |                            |                                             |                                        |              |
| 41              | 1.1 | 1  |                            | Giuseppe Cazzulani G. Livraghi              | Peugeot 5 HP Tipo MM                   |              |
| 42              | 1.1 | 6  |                            | Carlo Alicandri E. D’Amico                  | Salmson 1100                           |              |
| 43              | 1.1 | 7  |                            | Alfredo Ferrarin Antonio Zanini             | Fiat 509S                              |              |
| 44              | 1.1 | 8  |                            | G. Martini Bernardi Tullio Burchi           | Fiat 509S                              |              |
| 45              | 1.1 | 10 |                            | Antonio Zanelli C. Ricceri                  | Fiat 509S                              |              |
| 46              | 1.1 | 11 |                            | Sebastiano Manzoni T. Mutti                 | Fiat 509S                              |              |
| 47              | 1.1 | 12 | Luigi Fagioli              | Luigi Fagioli G. Lauri                      | Salmson 1100                           |              |
| 48              | 1.1 | 15 |                            | Umberto Capello Azzaroni                    | Fiat 509S                              |              |
| 49              | 1.1 | 19 |                            | Francesco Matrullo Armando Ferranti         | Salmson 1100                           |              |
| 50              | 1.1 | 20 |                            | Philippe de Rothschild A. Lora              | Fiat 509S                              |              |
| 51              | 1.5 | 22 | Roberto Farinacci          | Roberto Farinacci P. Spineto                | Ceirano Tipo S 150                     |              |
| 52              | 1.5 | 29 |                            | Piero Lissoni F. Lissoni                    | Fiat 501S                              |              |
| 53              | 1.5 | 34 |                            | Ercole Piva G. Moretti                      | Bugatti T37                            |              |
| 54              | 2.0 | 39 | Alfieri Maserati           | Aymo Maggi Ernesto Maserati                 | Maserati 26B MM                        |              |
| 55              | 2.0 | 47 |                            | Antonio Butteri Guido Anzuinelli            | OM Tipo 665 SMM                        |              |
| 56              | 2.0 | 48 |                            | Carlo Bucchetti G. Turner                   | Ansaldo 6B IV Serie                    |              |
| 57              | 2.0 | 49 |                            | C. Biazzi Vergani M. Gerevini               | OM Tipo 665 SMM                        |              |
| 58              | 2.0 | 50 |                            | Dante Fedeli Elindo Ugolini                 | OM Tipo 665 SMM                        |              |
| 59              | 2.0 | 51 | Franco Cortese             | Franco Cortese Cucchia                      | Itala Tipo 61                          |              |
| 60              | 2.0 | 52 |                            | Antonio Carbonelli Giacomo Pozzi            | Itala Tipo 61                          |              |
| 61              | 2.0 | 53 |                            | Rino Casarotti A. Marino                    | Itala Tipo 61                          |              |
| 62              | 2.0 | 55 |                            | G. Cirio C. Ferrero                         | Itala Tipo 61                          |              |
| 63              | 2.0 | 56 |                            | Emilio Bernardi F. Calzolari                | OM Tipo 665 SMM                        |              |
| 64              | 2.0 | 57 |                            | Paolo Chiabotti Aldo Crosti                 | Bugatti T37                            |              |
| 65              | 2.0 | 59 |                            | Gianfranco Comotti Cesare Renzi             | OM Tipo 665 SMM                        |              |
| 66              | 2.0 | 60 | Achille Varzi              | Achille Varzi G. Tabacchi                   | Bugatti T35                            |              |
| 67              | 3.0 | 62 |                            | Carlo Borgorelli Ottaviani E. Marsili       | Lancia Lambda                          |              |
| 68              | 3.0 | 65 |                            | F. Artelli Emilio Richetti                  | Alfa Romeo RLSS                        |              |
| 69              | 3.0 | 68 |                            | Tartaruga Formica                           | Lancia Lambda                          |              |
| 70              | 3.0 | 69 |                            | Cesare Villa Natale Romano                  | Bianchi Tipo 20                        |              |
| 71              | 3.0 | 71 | Lancia                     | Luigi Gismondi G. Valsania                  | Lancia Lambda                          |              |
| 72              | 3.0 | 73 |                            | Giuseppe Guerrero A. Frassinelli            | Lancia Lambda                          |              |
| 73              | 3.0 | 74 |                            | A. Battaglini R. Battaglini                 | Lancia Lambda                          |              |
| 74              | 3.0 | 75 |                            | Filippo Benelli Domenico Benelli            | Lancia Lambda                          |              |
| 75              | 3.0 | 78 |                            | Amerigo Ghirardi C. Lombardi                | Lancia Lambda                          |              |
| 76              | 3.0 | 79 |                            | Albino Marinoni O. Morbidini                | Ansaldo 6B IV Serie                    |              |
| 77              | 3.0 | 82 |                            | „Teddy“ „Green“                             | Lancia Lambda                          |              |
| 78              | 3.0 | 86 |                            | Ezio Cattaneo G. Della Valle                | Lancia Lambda                          |              |
| 79              | 5.0 | 90 | Chrysler Motor Corporation | Emilio Materassi Rodolfo Caruso             | Chrysler Tipo 72                       |              |
| 80              | 5.0 | 91 | Chrysler Motor Corporation | Manuel de Teffé Maria Antonietta Avanzo     | Chrysler Tipo 72                       |              |
| 81              | 5.0 | 92 |                            | Giovanni Minozzi G. Ascari                  | Alfa Romeo RLSS                        |              |
| 82              | 5.0 | 98 |                            | A. Farinotti G. Favero                      | Lorraine-Dietrich Tipo B/3/6           |              |
| Nicht gestartet |     |    |                            |                                             |                                        |              |
| 83              | 1.1 | 5  |                            | A. Riolo                                    | Fiat 509S                              | 1            |
| 84              | 1.1 | 13 |                            | A. Confalonieri B. Ghiringhelli             | Fiat 509S                              | 2            |
| 85              | 1.5 | 23 |                            | T. Arrivabene                               | Bugatti T40                            | 3            |
| 86              | 1.5 | 24 | Alfieri Maserati           | Pietro Brunori U. Attili                    | Maserati 26 MM                         | 4            |
| 87              | 1.5 | 37 |                            | Ignazio Moresco M. Ciancherotti             |                                        | 5            |
| 88              | 2.0 | 41 |                            | Emilio Romano G. Martinelli                 | Bugatti                                | 6            |
| 89              | 2.0 | 41 |                            | E. Silingardi C. Pezzuoli                   | Alfa Romeo RLSS                        | 7            |
| 90              | 3.0 | 77 |                            | L. Boninsegna A. Bartolini                  | Lancia Lambda                          | 8            |
| 91              | 3.0 | 77 |                            | R. Lucifero                                 | Diatto Tipo 26                         | 9            |

1 nicht gestartet
2 nicht gestartet
3 nicht gestartet
4 nicht gestartet
5 nicht gestartet
6 nicht gestartet
7 nicht gestartet
8 nicht gestartet
9 nicht gestartet

### Nur in der Meldeliste
Zu diesem Rennen sind keine weiteren Meldungen bekannt.

### Klassensieger
| Klasse | Fahrer              | Fahrer            | Fahrzeug                               | Platzierung im Gesamtklassement |
| ------ | ------------------- | ----------------- | -------------------------------------- | ------------------------------- |
| S 5.0  | Ferdinando Minoia   | Renato Balestrero | LaSalle Series 303                     | Rang 15                         |
| S 3.0  | Ermenegildo Strazza | Attilio Varallo   | Lancia Lambda Spider                   | Rang 3                          |
| S 2.0  | Archimede Rosa      | Franco Mazzotti   | OM Tipo 665 SMM                        | Rang 2                          |
| S 1.5  | Giuseppe Campari    | Giulio Ramponi    | Alfa Romeo 6C 1500 Sport Spider Zagato | Gesamtsieg                      |
| S 1.1  | Giuseppe Gilera     | N. Manenti        | Fiat 509S                              | Rang 28                         |

### Renndaten
- Gemeldet: 91
- Gestartet: 82
- Gewertet: 40
- Rennklassen: 5
- Zuschauer: unbekannt
- Wetter am Renntag: unbekannt
- Streckenlänge: 1639,700 km
- Fahrzeit des Siegerteams: 19:14:05,800 Stunden
- Gesamtrunden des Siegerteams: 1
- Gesamtdistanz des Siegerteams: 1639,700 km
- Siegerschnitt: 84,100 km/h
- Pole Position: keine
- Schnellste Rennrunde: keine
- Rennserie: zählte zu keiner Rennserie